# Projekt Manhattan
Projekt Manhattan bio je tajni projekt američke vlade tijekom Drugog svjetskog rata s ciljem izrade atomske bombe. 
Projekt je započet 1941. godine nakon što se strahovalo da bi ju i tadašnja nacistička Njemačka mogla izraditi. U američkom gradiću Los Alamosu okupljeni su ponajbolji fizičari i inženjeri i pod vodstvom američkog fizičara Roberta Oppenheimera izradili su i uspješno testirali prvu atomsku bombu 16. srpnja 1945. godine. To je bio jedan od najvećih tajnih projekata ikada, ali unatoč tome ostao je tajan sve dok nije bombardirana Hirošima. Odnio je 400 000 japanskih života i ostavio trajne posljedice radiacije. Prva atomska bomba, „The Gadget”, testirana je pod tajnim imenom „Trinity”, što znači trojstvo. Izrađene su 3 atomske bombe: „The Gadget” (Stvarčica), „Fat Man” (Debeljko) i „Little Boy" (Dječak).

## Poveznice
- Atomsko bombardiranje Hirošime i Nagasakija